# Batávok
A batávok ókori germán népe időszámításunk kezdete körül a Rajna torkolata környékén, a mai Hollandia területén élt. Ókori források települési területüket Rajna torkolati szakaszánál elterülő folyóközre, az Insula Batavorumra  helyezi a Rajna, a Vacalus és a Mosa között. A rómaiak szövetségesei voltak, nagyban segítették őket a germánok ellen vívott háborúikban. Lovasságuk Tacitus tudósítása szerint rendkívüli ügyességgel úszott át a folyóvizeken.
A szomszédos germán törzsek később bennük is felélesztették a szabadság iránti vágyat, különösen mert a rómaiak uralma a gyakori újoncsorozások és az egyre emelkedő adók miatt egyre elviselhetetlenebbé vált. A legnagyobb lázadásuk Claudius Civilis vezetésével Vitellius, illetve Vespasianus idejében volt (69–70, a négy császár éve). A rómaiak a lázadást leverték ugyan, de a további adófizetés alól felmentették őket, és később is mindig kímélettel bántak velük. Nevezetesebb városaik voltak Arenacum vagy Arenatium (ma Arnhem), Batavodurum (az későbbi Dorestad), Lugdunum Batavorum (ma Leiden), Novimagus (ma Nijmegen) és Trajectum (ma Utrecht)